# Martin Johann Schmid
Martin Johann Schmid (* 17. Januar 1898 in Wien; † 18. Februar 1980 in Klagenfurt) war ein österreichischer Architekt.

## Leben
Schmid besuchte bis 1916 die Graphische Lehr- und Versuchsanstalt in Wien, danach leistete er Kriegsdienst. Nach dem Ersten Weltkrieg studierte er an der Technischen Hochschule und war Mitarbeiter im Architekturbüro Ferenczi. Erst 1931 bis 1933 besuchte er die Akademie der bildenden Künste Wien bei Peter Behrens, schloss dort aber nicht ordnungsgemäß ab. Von 1932 bis 1938 war er als freier Architekt in einer Arbeitsgemeinschaft mit Alfred Adler tätig, die endete, als Adler wegen seiner jüdischen Herkunft emigrieren musste. Schmid hatte in den 1930er Jahren gute Kontakte zu Künstlerkreisen, so dass er auch als Filmarchitekt und als Gestalter von Künstlerateliers wirken konnte. Nach 1945 übersiedelte er an den Wörthersee nach Kärnten und war dort bis Ende der 1970er Jahre weiter aktiv.

## Werke
- Innenraumgestaltung des Cafe Mirabell (um 1933)
- Innenraumgestaltung der Eden Bar, Wien 1 (um 1933)
- Café Reisenleitner, Franz-Josefs-Kai, Wien 1 (um 1934, nicht erhalten)
- Villa Schmid, Weixelbergergasse 3, Wien 23 (1936)
- Miethaus, Operngasse 28, Wien 4 (1936/37)